# Madhusudan Gupta
Madhusudan Gupta (Baidyabati, 1800 - Calcuta, 15 de noviembre de 1856) fue un médico indio, el primero que diseccionó un cadáver.

## Primeros años
Gupta pertenecía a la casta Baidia, que eran practicantes de la medicina tradicional áiurveda.
Su padre se llamaba Balaram Gupta.
Después de terminar la escuela, tomó el examen de admisión en el Sanskrit College.
Fue estudiante de la medicina áiurveda vaidiak.

## Carrera
En 1830 fue nombrado profesor en el Colegio Sánscrito, en sustitución de Khudiram Visharad, quien fue echado por crear un amotinamiento en la comunidad estudiantil.

## Fundación del Colegio Médico

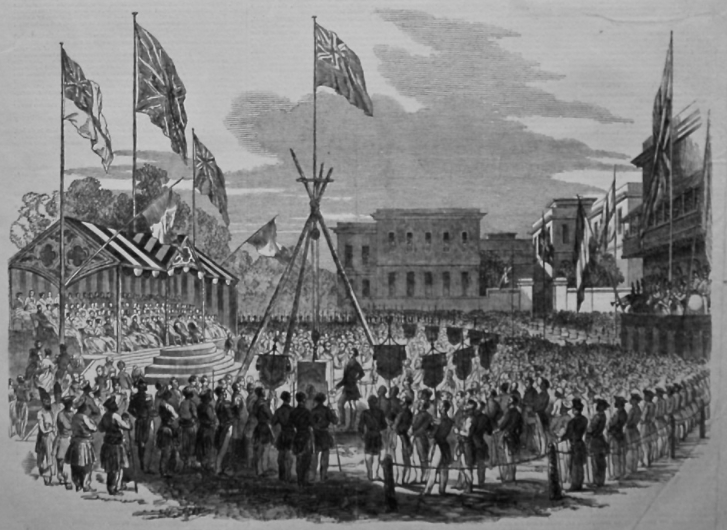
Fundación del Medical College (Calcuta), en 1835.

En 1835, fue creado el Colegio Médico.
Inmediatamente se suspendió la enseñanza de la medicina tradicional baidiak en el Colegio Sánscrito.
Gupta fue contratado por la Facultad de Medicina como profesor asistente.
Estudió medicina occidental junto con sus estudiantes y aprobó sus exámenes en 1840.
En 1845 se convirtió en superintendente del departamento indostaní de la facultad.
En 1848 fue ascendido al puesto de primer subasistente del cirujano.
En 1852 se inauguró el departamento bengalí de la facultad y Gupta se convirtió en su superintendente.

## Autopsia de un cadáver
Durante la primera etapa de la facultad de medicina, los estudiantes indios no participaban en los cursos principalmente porque provenían de familias aristocráticas indias que despreciaban la cirugía (porque una persona que toca un cuerpo muerto queda fuera del sistema de castas y se convierte en un descastado) y porque en ese momento seguían siendo populares los sistemas tradicionales áiurveda y unani.
Cuando en 1836 se creó el Colegio Médico (en Calcuta), Madhusudan Gupta rompió los tabúes religiosos prevalentes en su país, y anunció que realizaría la autopsia a un niño muerto. Las puertas de la universidad se tuvieron que cerrar para evitar la invasión de hinduistas y musulmanes.
El 28 de octubre de 1836, Gupta se convirtió en el primer indio que diseccionó un cadáver. Fue asistido por Raj Krishna Dey, Umacharan Sett, Dwarakanath Gupta y Nabin Chandra Mitra, todos estudiantes de la Facultad de Medicina de la Universidad de Calcuta.
La British East India Company lo honró por el disparo de armas de fuego desde el fuerte William.
Gupta realizó otras importantes contribuciones a la historia del CMC (Calcuta Medical College: Colegio Médico de Calcuta) y de su hospital.
Un tal R. Havelock Charles, en 1899, afirmó que Gupta habría sido solo el primer indio de clase alta que hizo una autopsia. El primer indio habría sido el médico Súsruta (del siglo III o IV d. C.), quien era de clase baja.
El Gobierno británico estaba contento porque Gupta ―un erudito en idioma sánscrito y experto en medicina aiurvédica― había roto con la tradición, lo que ayudó a que muchísimos indios empezaron a ingresar en la escuela de medicina inglesa.

## Libros
- Anatomy-arthat-sharir-vidia, en bengalí.
- London pharmacopoeia, traducción del inglés al bengalí
- Anatomist vademécum, traducción del inglés al sánscrito.